# Difusión de celda

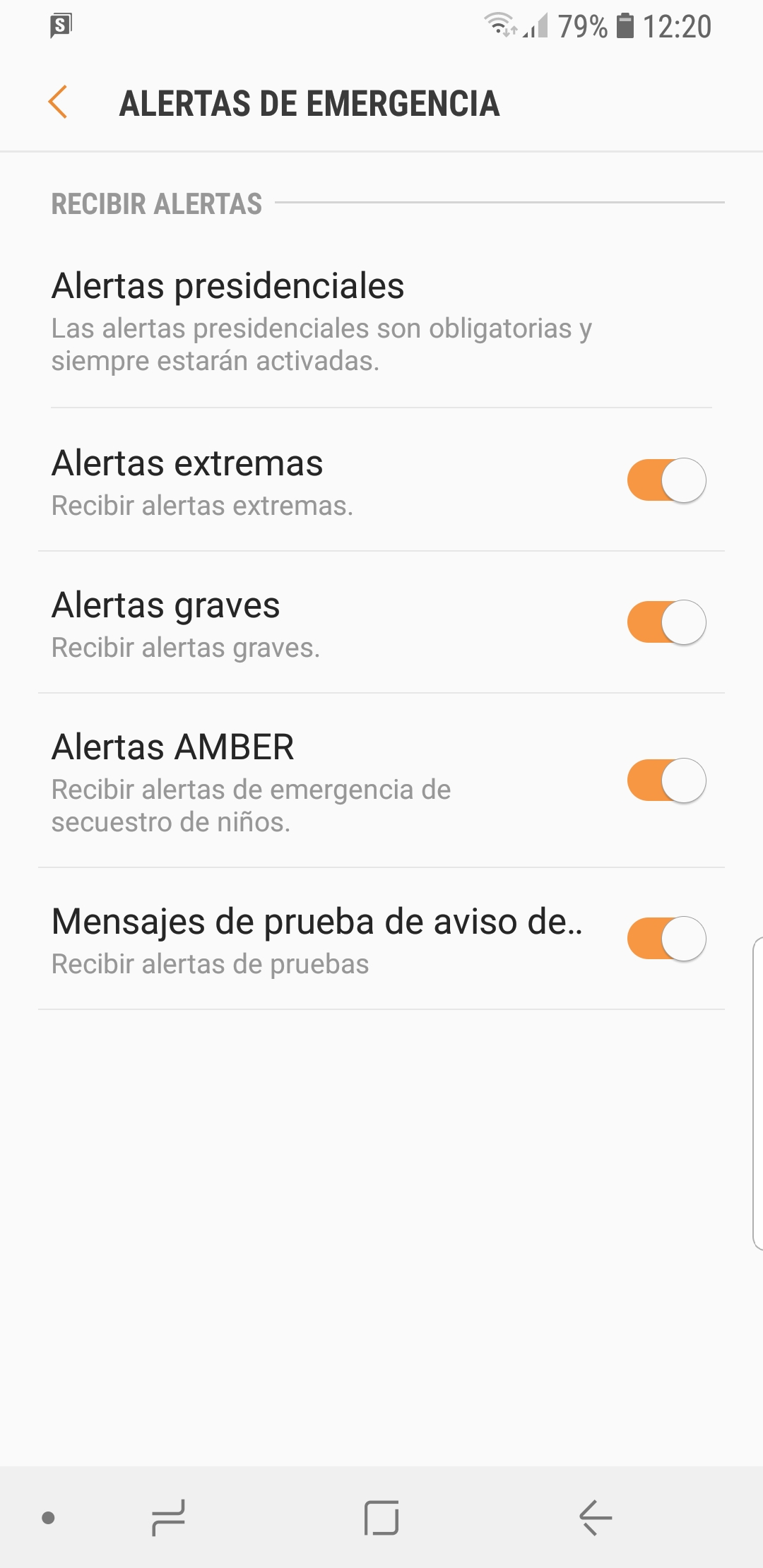
Alertas de advertencia pública utilizando el menú incrustado La difusión de celda en Android 8

La difusión de celda (también conocida por difusión celular; en inglés: cell broadcast) es una tecnología que permite enviar mediante una red de telefonía móvil un mismo mensaje a todos los abonados inscritos a este servicio que se encuentren dentro de una determinada zona geográfica. Se emplea habitualmente para la difusión de alertas meteorológicas. Está definida por el comité GSM de ETSI y es parte de los estándares 2G, 3G, 4G y 5G.
Mientras que el servicio de mensajes cortos punto a punto (SMS-PP) es un servicio de uno a uno y uno a algunos (requiere varios mensajes SMS, ya que cada mensaje solo puede llevar un número de teléfono), la difusión de celda es un servicio de mensajería punto a multipunto segmentado y delimitado geográficamente.

## Tecnología
La difusión de celda es una tecnología que permite definir y distribuir un mensaje de texto o binario a todos los terminales móviles conectados a un conjunto de celdas de radio. Por lo tanto, un mensaje de difusión celular puede alcanzar una gran cantidad de terminales a la vez.
La última generación[¿cuál?] de sistemas de difusión de celda (CBS) puede enviar un mensaje de Cell Broadcast (alerta) de hasta 500,000 células en menos de 10 segundos, llegando a millones de suscriptores de móvil en cuestión de segundos. Un mensaje de difusión de celda es un servicio push no confirmado, lo que significa que los creadores de los mensajes no saben quién recibió el mensaje, lo que permite servicios basados en el anonimato. La tecnología de difusión de celda cumple con el Reglamento General de Protección de Datos de la UE (GDPR) ya que no requiere números de teléfono móvil. El autor (autoridad de alerta) del mensaje de difusión celular puede solicitar la tasa de éxito de un mensaje. En tal caso, el Sistema de Difusión de Celda responderá con el número de células direccionadas y el número de células que han emitido el mensaje.
La difusión de celda no se ve afectado por la carga de tráfico; por lo tanto, es especialmente utilizable durante un desastre cuando los picos de carga de los datos (redes sociales y aplicaciones móviles), el uso regular de SMS y llamadas de voz (eventos de llamadas masivas) tienden a desacelerar significativamente las redes móviles.
La transmisión celular se ha desplegado ampliamente desde 2008. Los principales operadores asiáticos, estadounidenses, canadienses y sudamericanos han desplegado la tecnología en sus redes. En Europa, los primeros países han adaptado la tecnología en este momento.[¿cuándo?][cita requerida]
La difusión de celda es una tecnología móvil que permite transmitir mensajes (hasta 1395 caracteres) a todos los teléfonos móviles y dispositivos similares dentro de un área geográfica designada (polígono). El rango de transmisión puede variarse, desde una sola célula a toda la red.
Un Centro de Difusión de Celda (Cell Broadcast Center, CBC), un sistema que es la fuente de un mensaje SMS-CB, está conectado a un BSC en redes GSM, a un RNC en redes UMTS, a un MME en redes LTE o en un AMF en redes 5G.
La implementación técnica del servicio de difusión de celda se describe en la especificación 3GPP TS 23.041.
- La interfaz 2G-CBC (BSC) se describe en el estándar 3GPP TS 48.049;
- La interfaz 3G-CBC (RNC) se describe en el estándar 3GPP TS 25.419;
- La interfaz 4G-CBC (MME) se describe en el estándar 3GPP TS 29.168;
- La interfaz 5G-CBC (AMF) se describe en el estándar 3GPP TS 29.518.

Las Alertas de Emergencia Inalámbricas y las Alertas del Gobierno que usan la tecnología de transmisión celular se admiten de forma nativa en todos los teléfonos Apple con iOS 6 o superior y en todos los dispositivos con Android Kitkat 5.1 y posteriores. Los teléfonos inteligentes móviles tienen un menú de configuración estándar para habilitar / deshabilitar la recepción de mensajes de difusión celular.

## Implementaciones de avisos de emergencia

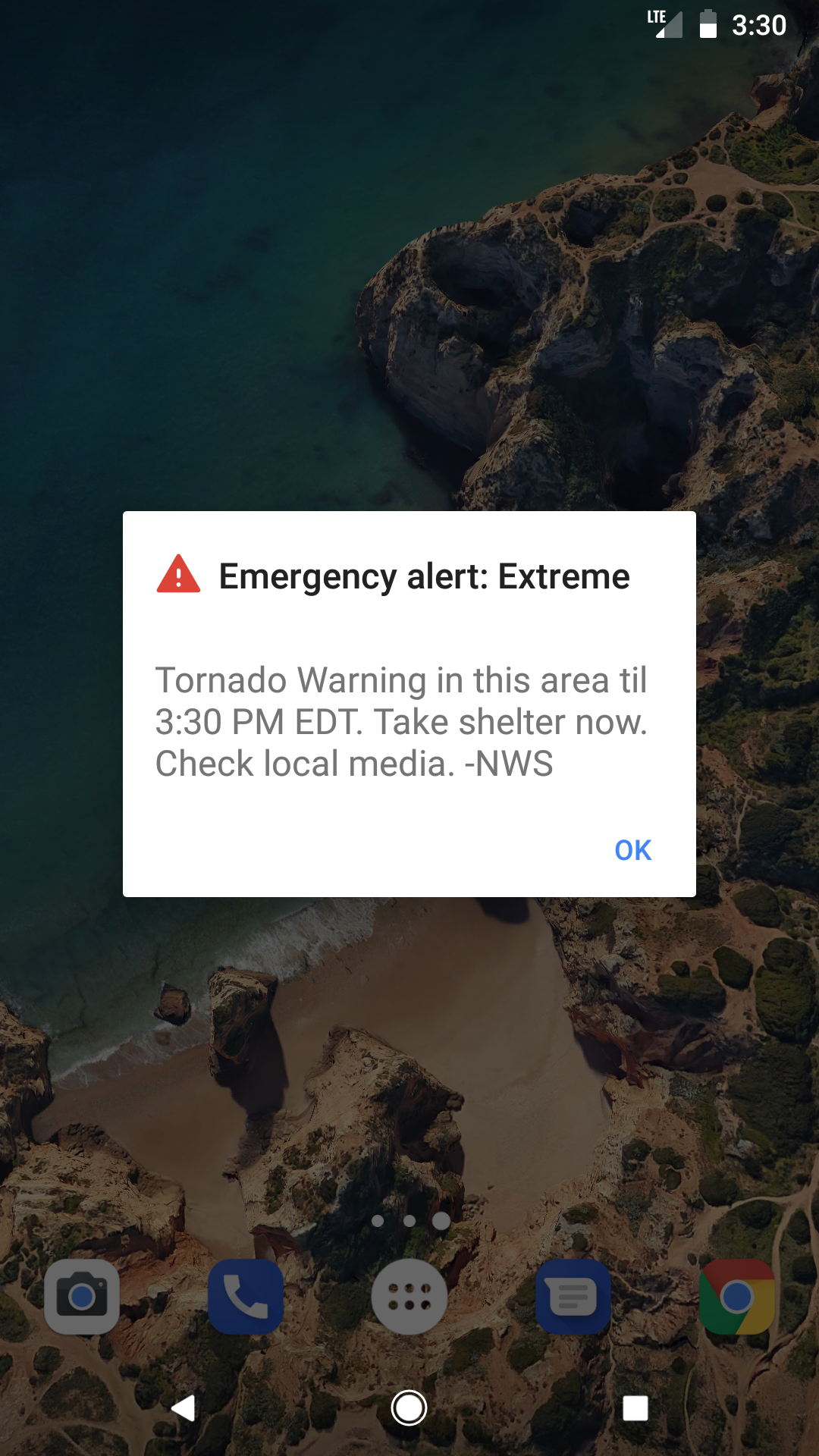
Un ejemplo de un mensaje de transmisión celular real en un teléfono Android, que indica una advertencia de tornado en el área cubierta en los Estados Unidos

Estado de implementación del sistema EU-Alert (noviembre de 2024)
Verde oscuro: alerta por Cell BroadcastLocation-Based

Muchos países han implementado recientemente sistemas de alarma basados en la ubicación basados en estándares de difusión celular, EU-Alert y CMAS. Los mensajes de advertencia a la población, ya transmitidos por diversos medios, se envían a través de la red móvil.
Los mensajes de alerta que ya se transmiten por diversos medios, como televisión, radio, internet, sirenas, se transmiten a través de la red móvil a través de la transmisión celular.
Ejemplos de países que han seleccionado la transmisión celular como su tecnología principal para los sistemas nacionales de alerta pública son:
- Japón - J-Alert - alerta temprana del terremoto
- Canadá - Alert Ready
- Estados Unidos - Alertas de emergencia inalámbricas
- Nueva Zelanda - Alerta Móvil de Emergencia
- Emiratos Árabes Unidos - UAE-Alert desde 2016
- Omán - OMAN-Alert desde 2019
- Unión Europea - EU-Alert (Todos los miembros de la UE deben activar la alerta de la UE para junio de 2022). Actualmente se encuentra en distintos niveles de implementación en los países europeos.

- Corea del Sur - Servicio de alerta pública de Corea
- Taiwán - Sistema de advertencia pública
- Sri Lanka - Red de Alerta de Desastres y Emergencias (DREWN)
- Filipinas - Sistema de transmisión celular de emergencia (ECBS)
- Chile - Sistema de Alerta de Emergencia (SAE)
- Perú - Cuenta con dos sistemas: SISMATE (en pruebas entre 2020 y 2023, activo en 2024)[3] y SASPe (exclusivo para terremotos)[4][5]
- Guatemala- el Congreso emitió el Decreto 4-2024,[6] en el que incluye el uso del Cell Broadcast para el aviso de niños y mujeres desaparecidas.